# 譜久村聖
譜久村 聖（ふくむら みずき、1996年10月30日 - ）は、日本の歌手、元アイドル。女性アイドルグループ・モーニング娘。の元メンバー（9期）で、9代目リーダーおよびハロー!プロジェクトの7代目リーダーを務めた。愛称はふくちゃんなど。イメージカラーはホットピンク。
東京都出身。ジェイピィールーム所属。モーニング娘。9期メンバーの中では唯一のハロプロエッグ（現・ハロプロ研修生）出身者。

## 略歴
- ハロプロエッグ加入以前、3歳からハロー!プロジェクトのファンであり、きっかけは「とっとこハム太郎」の映画に登場したミニハムず（ミニモニ。）で、趣味としてハロー!プロジェクトの曲を聞いていた[5]。
- 2006年（平成18年）8月20日、幕張メッセで開催されたちゃお「きらりん☆ガールコンテスト2006 東京会場」の準グランプリを獲得[6][7]。当時グランプリを獲得した子に負けたくないと考え、ハロプロエッグのオーディションを受けた[7]。
- 2008年（平成20年）
  - 6月22日、赤坂BLITZで開催された「2008 ハロー!プロジェクト新人公演6月 〜赤坂HOP!〜」にて、竹内朱莉、金子りえと共にハロプロエッグに加入した事が発表された。
  - 9月23日、メルパルクホールで開催された 「2008 ハロー!プロジェクト新人公演9月 〜芝公園STEP〜」にて、選抜メンバーとしての初舞台。
- 2009年（平成21年）8月26日、しゅごキャラエッグ!2期メンバーに選ばれた。
- 2010年（平成22年）、ハロプロエッグ所属のままモーニング娘。9期メンバーオーディションに参加[7]。しかし、3次審査で落選[8]。
- 2011年（平成23年）1月2日、コンサートツアー「Hello! Project 2011 WINTER 〜歓迎新鮮まつり〜」にて、ハロプロエッグ初のモーニング娘。9期メンバーに選ばれたことが発表された[9][10][11]。これに伴い研修修了となり、同月7日にハロプロエッグから卒業した[12]。
- 2012年（平成24年）9月10日、モーニング娘。9期メンバーによる「モーニング娘。Q期オフィシャルブログ」を開設[13]。
- 2013年（平成25年）5月22日、飯窪春菜と共にモーニング娘。サブリーダーに就任。
- 2014年（平成26年）11月26日、コンサートツアー「GIVE ME MORE LOVE〜道重さゆみ卒業記念スペシャル〜」最終日にて、モーニング娘。リーダーに就任。「モーニング娘。史上、最年少及び1990年代生まれ初のリーダー就任」となった[14]。
- 2016年（平成28年）12月31日、ハロー!プロジェクトのサブリーダーに就任することが明らかになった[15]。
- 2019年（令和元年）6月19日、アンジュルム、およびハロー!プロジェクトを卒業した和田彩花の後任として、ハロー!プロジェクトのリーダーに就任。
- 2022年（令和4年）
  - 11月10日、モーニング娘。加入から4330日を数えたことに伴い、同期メンバーの生田衣梨奈と共に道重さゆみの記録を更新し、グループ在籍期間が歴代最長となる[16]。
  - 12月27日、翌2023年の秋ツアーをもってモーニング娘。'23及びハロー!プロジェクトを卒業することを発表[17]。卒業後は芸能活動休止期間を経て「新たなことにも挑戦、勉強し、今まで学んできたことをなるべく活かせるお仕事が出来たら」とした。
- 2023年（令和5年）
  - 9月30日、11月29日の横浜アリーナ公演をもってモーニング娘。'23およびハロー!プロジェクトを卒業することが正式に決定したことを発表[18]。
  - 11月29日、横浜アリーナで行われた「モーニング娘。'23 コンサートツアー秋「Neverending Shine Show 〜聖域〜」譜久村聖 卒業スペシャル」をもって、グループおよびハロー!プロジェクトから卒業した[3]。
- 2024年（令和6年）
  - 9月17日、M-line clubへの加入が発表された[19]。同日、所属事務所をアップフロントプロモーションからジェイピィールームへ移籍。
  - 11月29日、Xアカウントを開設[20]。
- 2025年（令和7年）
  - 4月23日、ソロデビューシングル『ロングラブレター/アニバーサリーはいらない』を発売[21]。

## 人物
- 血液型O型[1]。身長162 cm[22]。
- ハロプロメンバーでも数少ない左利きであり、モーニング娘。では史上初のメンバー[注 1]となった。
- 兄と弟がいる[23]。
- モーニング娘。加入に当たり、プロデューサーであるつんく♂から「少しウエットな色気のあるメンバー」と評価を受ける[24]。また、「モーニング娘。は元々悲しさとかウェットな部分がすごくあって。譜久村聖は可愛らしくて笑顔もいいんだけど、なんかわからん悲しさも持ってるんですよね」とも述べている[25]。
- 好きな食べ物は卵焼き[26]である。
- 憧れの先輩は嗣永桃子（元Berryz工房および元カントリー・ガールズ）[注 2]である。
- 趣味・得意なことは、絵を描くこと[1][注 2]。DVDマガジン[注 3]などで似顔絵を披露している。また、ナムコ（後のバンダイナムコゲームズ → バンダイナムコエンターテインメント）からリリースされているゲーム「太鼓の達人」が得意であり、バラエティ番組『お願い!ランキング』（テレビ朝日）で行った「太鼓の達人」対決ではシャ乱Qのドラマー・まことに勝利した[27]。
- 毒舌キャラであると道重さゆみに指摘されている[28]。
- ハロプロエッグの同期であるアンジュルム（旧・スマイレージ）の竹内朱莉とは親友である[29]。
- モーニング娘。の12期メンバーの羽賀朱音からは特に姉のように慕われている[30]。
- 同期の生田衣梨奈と仲が良く、生田のニックネーム、「えりぽん」と譜久村のニックネーム、「みずぽん」を合わせ「ぽんぽんコンビ」と呼ばれている。

## 作品

### シングル
|   | 発売日         | タイトル                                   | レーベル              | 販売形態                | 規格品番  | 最高位 | 備考 |
| - | -------------- | ------------------------------------------ | --------------------- | ----------------------- | --------- | ------ | ---- |
| 1 | 2025年04月23日 | ロングラブレター/ アニバーサリーはいらない | zetima/UP-FRONT WORKS | 初回生産限定盤A(CD+BD)  | EPCE-7918 | 6位    |      |
| 1 | 2025年04月23日 | ロングラブレター/ アニバーサリーはいらない | zetima/UP-FRONT WORKS | 初回生産限定盤B(CD+BD)  | EPCE-7920 | 6位    |      |
| 1 | 2025年04月23日 | ロングラブレター/ アニバーサリーはいらない | zetima/UP-FRONT WORKS | 初回生産限定盤SP(CD+BD) | EPCE-7922 | 6位    |      |
| 1 | 2025年04月23日 | ロングラブレター/ アニバーサリーはいらない | zetima/UP-FRONT WORKS | 通常盤A(CD)             | EPCE-7924 | 6位    |      |
| 1 | 2025年04月23日 | ロングラブレター/ アニバーサリーはいらない | zetima/UP-FRONT WORKS | 通常盤B(CD)             | EPCE-7925 | 6位    |      |

### 配信楽曲
| 発売日         | タイトル   | レーベル       | 備考 |
| -------------- | ---------- | -------------- | --- |
| 2021年06月21日 | エキストラ | UP-FRONT WORKS | KANの同名同曲のカヴァー TBSテレビ（関東ローカル）『ふるさとの未来』2021年8月度（第64回 - 第67回）エンディングテーマ |

### アルバム
- 小片リサ『bon voyage!〜 risa covers 〜』（2021年12月15日、zetima、EPCE-7646）
  - #5 愛が止まらない 〜Turn it into love〜 with 譜久村聖

### 映像作品
- Greeting 〜譜久村聖〜（2011年、アップフロントワークス）UFBW-2019 - e-Hello!（イーハロ）シリーズ（e-LineUP!期間限定販売）[31]
- MIZUKI in Guam（2013年5月22日、zetima）EPBE-5466[32][33]
- Pancake（2014年8月6日、zetima）EPBE-5484[34]
- 夕映え（2016年1月20日、zetima）EPXE-5076 - BD[35]
- One day（2018年12月5日、zetima）EPXE-5145 - BD[36]

### ミュージック・ビデオ
- 真野恵里菜 6thシングル「春の嵐」（2010年2月24日） - バックダンサー。
- 真野恵里菜 7thシングル「お願いだから…」（2010年5月12日） - バックダンサー。
- 松原健之「悲しみのニューヨーク(2021Ver.)」（2021年3月27日公開） - コーラス。

## タイアップ
| 起用年 | 楽曲                                       | タイアップ |
| ------ | ------------------------------------------ | --- |
| 2021年 | エキストラ                                 | TBSテレビ（関東ローカル）「ふるさとの未来」8月度（第64回 - 第67回）エンディングテーマ                                                                      |
| 2025年 | ロングラブレター                           | TBSテレビ（関東ローカル・TBS FREE・TVer）「ふるさとの未来」4月度（第246回 - 第249回）エンディングテーマ テレビ北海道「スイッチン!」5月度エンディングテーマ |
| 2025年 | アニバーサリーはいらない                   | 富山テレビ放送「bms BBT MUSIC SELECTION」4月度オープニングナンバー                                                                                         |
| 2025年 | ロングラブレター/ アニバーサリーはいらない | KNB北日本放送「でるラジ」今週のうた YBSラジオ「909ウィークリーチューン」 福井放送(FBCラジオ)「放課後☆LIVE CROSS」5月度エンディングソング                   |

## 出演

### テレビ番組
- しゅごキャラパーティー!（2009年10月3日 - 2010年3月27日、テレビ東京）
- 数学♥女子学園（2012年1月11日 - 3月28日、日本テレビ） - 赤坂春 役
- 行くぜ!日本武道館!つばきファクトリー26時間スッペシャル（2021年9月11日、BSスカパー!） - 日本武道館トークLIVEコーナーに出演

### ラジオ
- モーニング娘。のモーニング女学院〜放課後ミーティング〜（2012年4月21日 - 2023年11月25日、ラジオ日本）
- 今日は一日“ハロプロ”三昧（2019年8月16日、NHK-FM） - MC
- モーニング娘。'20のMBSヤングタウン（2020年1月25日、MBSラジオ） - 横山玲奈・小田さくら・羽賀朱音と共演[38]
- ミュージックライン（2025年3月31日 - 、NHK-FM） - DJ[39][40]

### ネット配信
- ユーストリー娘。（2011年4月13日 - 7月13日、Ustream）
- 限界オタクション（2024年12月18日 - 、ABEMA SPECIALチャンネル） - MC[41]

### ウェブ
- non-no web「12色の12年」（2023年8月18日 - 11月10日、集英社）[42][43]

### 舞台・ミュージカル
- 2009年秋季エッグ研修発表会〜女優宣言〜（2009年10月9日・11日、シアターグリーン） - 能登有沙、古川小夏、小川紗季、前田彩里と共に出演。
- 2010年秋季エッグ研修発表会〜女優宣言〜（2010年10月2日・3日、時事通信ホール）[44]
- リボーン〜命のオーディション〜（2011年10月8日 - 17日、全労済ホールスペース・ゼロ） - クレオパトラ 役[45]
- ステーシーズ 少女再殺歌劇（2012年6月6日 - 12日、全労済ホールスペース・ゼロ） - 利江香/静美 役[46]
- 大人の麦茶×ゲキハロ「ごがくゆう」（2013年6月12日 - 23日、紀伊國屋サザンシアター / シアターBRAVA!）[47]
- 演劇女子部 ミュージカル「LILIUM-リリウム 少女純潔歌劇-」（2014年6月5日 - 15日、サンシャイン劇場 / 2014年6月20日・21日、森ノ宮ピロティホール） - 竜胆 役
- 演劇女子部 ミュージカル「TRIANGLE-トライアングル-」（2015年6月18日 - 28日、サンシャイン劇場） - イオタ 役
- 演劇女子部「続・11人いる! 東の地平・西の永遠」（2016年6月11日・12日、京都劇場 / 16日 - 26日、サンシャイン劇場） - バセスカ 役（「イースト」公演）、オナ 役（「ウェスト」公演）
- 演劇女子部「ファラオの墓」（2017年6月2日 - 11日、サンシャイン劇場） - アンケスエン 役
- 演劇女子部「ファラオの墓 〜蛇王・スネフェル〜」（2018年6月1日 - 10日、サンシャイン劇場 / 15日 - 17日、メルパルクホール大阪） - トキ 役

### コンサート
- 2008ハロー!プロジェクト新人公演6月〜赤坂HOP!〜（2008年6月22日、赤坂BLITZ）
- 2008ハロー!プロジェクト新人公演9月〜芝公園STEP!〜（2008年9月23日、メルパルクホール）
- 2008ハロー!プロジェクト新人公演11月〜横浜JUMP!〜（2008年11月24日、横浜BLITZ）
- 2009ハロー!プロジェクト新人公演4月〜横浜HOP!〜（2009年4月4日 - 5日、横浜BLITZ）
- 2009ハロー!プロジェクト新人公演6月〜中野STEP!〜（2009年6月7日、中野サンプラザ）[48]
- 2009ハロー!プロジェクト新人公演9月〜横浜JUMP!〜 (2009年9月23日、横浜BLITZ) [49]
- 2009ハロー!プロジェクト新人公演11月〜横浜FIRE!〜（2009年11月23日、横浜BLITZ）[50]
- 2010ハロー!プロジェクト新人公演3月〜横浜GOLD!〜（2010年3月27日、横浜BLITZ）[51]
- スペシャルジョイント 2010春 〜感謝満開!真野恵里菜2周年突入&スマイレージ メジャーデビューへ桜咲け!ライブ〜（2010年4月3日、渋谷C.C.Lemonホール）
- 2010ハロー!プロジェクト新人公演6月〜横浜HOP!〜（2010年6月5日、横浜BLITZ）[52]
- 2010ハロー!プロジェクト新人公演9月〜横浜STEP!〜（2010年9月5日、横浜BLITZ）[53]
- 2010ハロー!プロジェクト新人公演11月〜横浜JUMP!〜（2010年11月28日、横浜BLITZ）[54]
- M-line Special 2021〜Make a Wish!〜（2021年6月20日、中野サンプラザ / 11月14日、NHK大阪ホール。各日昼夜2公演） - ゲスト出演[55]
- 小片リサ「bon voyage!」in COTTON CLUB（2022年1月11日・24日、COTTON CLUB）[56]
- M-line Special 2025 Spring ～move it on～（2025年4月29日 - 6月1日、6都市12公演） - ゲスト出演
- メロン記念日’25 LIVE TOUR〜熟メロン〜（2025年8月9日 - 24日、3都市6公演） - ゲスト出演[57]
- M-line Special 2025 Autumn 〜Make Some Noise!〜（2025年9月14日 - 11月15日、13都市28公演）

### イベント
- ハロプロエッグ パシフィックヘブンイベント（2009年2月28日、パシフィックヘブン） - 澤田由梨、古川小夏、福田花音、関根梓と共に出演。
- ハロプロエッグデリバリーステーション in 夏Sucas（2009年7月31日、赤坂サカス） - 古川小夏、森咲樹、関根梓、小川紗季と共に出演[58]。
- ガーディアンズ4「PARTY TIME」発売記念イベント（2009年12月15日、横浜BLITZ）
- ハロプロエッグデリバリーステーション06（2010年2月13日、アルカステージ）[59]
- ガーディアンズ4「Going On!」発売記念イベント（2010年2月14日、山野ホール）
- 真野恵里菜6thシングル「春の嵐」発売記念イベント（2010年2月23日、タワーレコード渋谷店 B1「STAGE ONE」 / 2月27日、お台場ヴィーナスフォート / 2月28日、東京ドームシティ ラクーア）
- 真野恵里菜6thシングル「春の嵐」発売記念イベント〜マノソナタハッピーナインティーンonTV〜（2010年4月11日、横浜BLITZ）
- ハロプロエッグ ファンクラブ限定イベント（2010年6月29日、パシフィックヘブン）
- 汐留博覧会2010（2010年8月26日、汐留AX）
- 「ハロー!チャンネルVol.4」発売記念握手会（2011年5月20日、福家書店新宿サブナード店）[60]
- ライブ写真集「新創世記ファンタジーDX〜9期メンを迎えて〜」発売記念握手会（2011年8月9日、福家書店新宿サブナード店）[61][62]
- 「ハロー!チャンネル Vol.6」発売記念握手会（2011年10月27日、福家書店新宿サブナード店）[63][64]

### 映画
- シェアハウス（2011年11月12日、ピーズ・インターナショナル）

### その他
- ポケモームービー 今日は何の日?エッグの日!（2008年、不定期出演、携帯サイト）

## 書籍

### 写真集
- MIZUKI（2013年5月15日、ワニブックス、撮影：中山雅文）[65]
- うたかた（2014年6月25日、ワニブックス、撮影：西條彰仁）[66]
- かがやき（2015年12月5日、オデッセー出版、撮影：吉田裕之）[67]
- 二十歳（2017年7月15日、ワニブックス、撮影：西田幸樹）[68]
- Makana（2018年10月30日、ワニブックス、撮影：田畑竜三郎）[69][70]
- 多謝!（2019年10月30日、ワニブックス、撮影：中山雅文）[71]
- glance（2022年1月2日、オデッセー出版、撮影：西條彰仁）[72]
- LAST SCENE（2023年10月30日、ワニブックス、撮影：唐木貴央）[73]
- 譜久村聖 卒業メモリアルフォトブック（2023年11月29日）
- 卒業メモリアルフォトブック「Mizuki,Aphrodite」（2023年11月29日、撮影：今城純・プロデュース：松岡茉優[74]）
- （タイトル未定、2025年10月30日（予定）、ワニブックス） - 掲載内容の異なる通常版と限定版を発売[75]

## 所属グループ・ユニット
- モーニング娘。（2011年 - 2023年）
  - モーニング娘。Q期（2012年）[注 4]
  - モーニング娘。20th（2017年 - 2018年）[注 5]
- 企画ユニット
  - しゅごキャラエッグ!（2009年 - 2010年）
- 研修生
  - ともいき・木を植えたい（2009年 - 2010年）
- スペシャルユニット
  - リボーンイレブン（2011年）
- シャッフルユニット
  - ハロー!プロジェクト モベキマス（2011年）
  - ハロプロ・オールスターズ（2018年 - 2020年）